# Tiberius Licinius Cassius Cassianus
Tiberius Licinius Cassius Cassianus war ein im 2. Jahrhundert n. Chr. lebender römischer Politiker. In den Fasti Ostienses wird sein Name als Tiberius Licinius Cassianus angegeben.
Durch die Fasti Ostienses ist belegt, dass Cassianus 147 zusammen mit Sextus Cocceius Severianus Honorinus Suffektkonsul war; die beiden traten ihr Amt am 1. Oktober des Jahres an. Nach seinem Tod wurde Gaius Popilius Carus Pedo sein Nachfolger als Konsul (in locum Cassiani).
Im Jahr 145 war Cassianus Promagister der Arvalbruderschaft und spielte eine zentrale Rolle bei der Leitung der Rituale für Dea Dia und die Gelübde für das Wohl des Kaisers Antoninus Pius. Seine Aufgaben umfassten die Durchführung von Opfern, die Organisation von Festen und die Repräsentation der Bruderschaft bei öffentlichen Veranstaltungen wie Wagenrennen.